# Hans Gebhardt

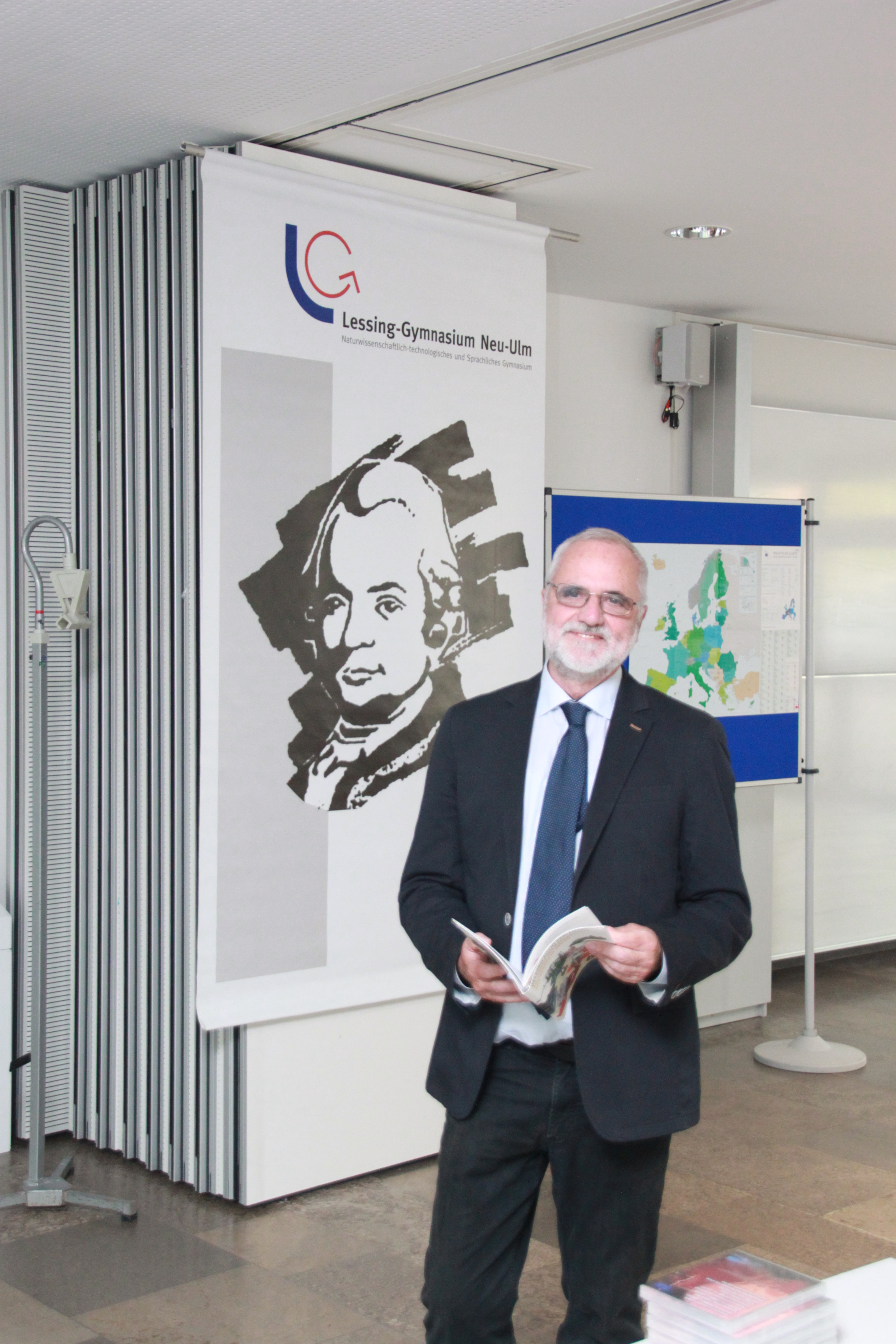
Hans Gebhardt in 2017

Hans Gebhardt (* 24. September 1950 in Ulm) ist ein deutscher Humangeograph und war seit 1996 Lehrstuhlinhaber der Professur für Humangeographie an der Ruprecht-Karls-Universität Heidelberg. Gebhardt ist seit Oktober 2018 als Seniorprofessor tätig. Seine Forschungsschwerpunkte liegen im Bereich der Politischen Geographie, der Stadtgeographie, der Neuen Kulturgeographie, der Gesellschaft-Umwelt-Forschung sowie regional in Südwestdeutschland, dem Nahen und Mittleren Osten, China und Südostasien.
Gebhardt ist Autor und Co-Autor zahlreicher Geographie-Lehrbücher und wissenschaftlicher Artikel. Als Mitherausgeber des Basiswerks „Geographie: Physische Geographie und Humangeographie“ (2007) prägte Gebhardt die deutschsprachige Geographie. Neben seiner Lehr- und Forschungstätigkeit an der Universität Heidelberg ist er langjähriger Gutachter für die Deutsche Forschungsgemeinschaft (DFG). Weiterhin war Hans Gebhardt Vorstand des Verbands der Geographen an deutschen Hochschulen.

## Beruflicher Werdegang
Nach seinem Studium der Geographie, Germanistik, Pädagogik und Geologie an der Pädagogischen Hochschule Reutlingen und der Universität Tübingen erlangte er 1976 sein Staatsexamen für das Lehramt an Gymnasien. Zum Thema „Die Stadtregion Ulm/Neu-Ulm als Industriestandort“ promovierte er 1979 an der Geowissenschaftlichen Fakultät der Universität Tübingen. 1988 habilitierte Gebhardt an der Philosophischen Fakultät der Universität zu Köln für das Fach Geographie. Das Thema seiner Habilitationsschrift lautete „Industrie im Alpenraum. Alpine Wirtschaftsentwicklung zwischen Außenorientierung und endogenem Potential“. Im Oktober 1990 wurde er zum Professor für Anthropogeographie und Landeskunde Südwestdeutschlands an der Universität Tübingen ernannt und 1996 auf die Professur für Anthropogeographie an der Ruprecht-Karls-Universität Heidelberg berufen.
Während seiner Lehrtätigkeit betreute er zahlreiche Nachwuchswissenschaftler zur Promotion bzw. Habilitation.
Seit der Heidelberger Zeit von Gebhardt wurden unter seiner Leitung zahlreiche große Exkursionen in Länder Südostasiens (z. B. Thailand, Laos, Vietnam), Ostasiens (z. B. China), Zentralasiens (z. B. Usbekistan, Turkmenistan), die Kaukasusregion (z. B. Georgien), den Vorderen Orient (z. B. Iran, Jemen, Libanon, Jordanien, Syrien, Sinai-Halbinsel), Lateinamerika (z. B. Brasilien) sowie nach Europa (z. B. Dänemark, Irland, Südschweden, Norwegen, Sizilien) durchgeführt.

## Forschungsschwerpunkte
Neben Untersuchungen zur geographischen Entwicklungsländerforschung, die sich in den 1990er Jahren auf die Auswirkungen des modernen Infrastrukturausbaus in der Republik Jemen und auf die Entwicklungssituation in Nordostthailand konzentrierten, widmete er sich im Rahmen eines weiteren Projekts der geographischen Einzelhandels- und Zentralitätsforschung zentraler Orte in Baden-Württemberg.
In zwei interdisziplinären Forschungsprojekten zur Geographischen Genderforschung ging Gebhardt humangeographischen Fragen von geschlechterspezifischen Raumnutzungsproblemen in städtischen und ländlichen Regionen nach.
Ab Ende der 1990er Jahre beschäftigte er sich vorrangig mit Ländern im Mittleren und Nahen Osten wie dem Libanon, Jordanien, dem Iran und Turkmenistan. Aus Forschungskooperationen wie mit dem Orient-Institut der Deutschen Morgenländischen Gesellschaft in Beirut gingen vor allem Forschungsprojekte und Forschungsarbeiten zu stadtgeographischen und politisch-geographischen Themen hervor. Beispiele hierfür sind die Untersuchungen zu palästinensischen Flüchtlingslagern im Libanon und zur jordanischen Ressourcenpolitik.
Ein weiterer Forschungsschwerpunkt richtet sich auf die Stadt- und Industrieentwicklung chinesischer Metropolregionen, wobei Gebhardt in den 2000er Jahren fünf Dissertationsprojekte von Doktoranden aus China betreute.
Gebhardt gilt als einer der Initiatoren der Neuen Kulturgeographie, die den Cultural Turn in der deutschsprachigen Geographie formulierten und bekannter machten. Eine Reihe von interdisziplinären Vorträgen in den Jahren 2003 bis 2006 und der mit Paul Reuber und Günter Wolkersdorfer veröffentlichte Reader zum Thema „Kulturgeographie: Aktuelle Ansätze und Entwicklungen“ (2003) dienten der Vertiefung des fachübergreifenden Austauschs. Ebenso resultierten mehrere DFG-Projekte zum Thema Diskurstheorie in der Humangeographie.

## Publikationen (Auswahl)
- T. Freytag, H. Gebhardt, U. Gerhard, D. Wastl-Walter (Hrsg.): Humangeographie kompakt. Spektrum, Berlin/Heidelberg 2016.
- H. Gebhardt, J. He: The Role of Chinese Style Social Capital (Guanxi). A Case Study of the Design Cluster at Tongji University in Shanghai. In: Geographische Zeitschrift. 103 (1), 2015, S. 19–36.
- H. Gebhardt, R. Glaser, S. Lentz (Hrsg.): Europa – eine Geographie. Spektrum, Berlin/Heidelberg 2013.
- H. Gebhardt, R. Glaser, U. Radtke, P. Reuber (Hrsg.): Geographie. Physische Geographie und Humangeographie. Spektrum, Heidelberg/Berlin 2006.
- H. Gebhardt (Hrsg.): Geographie Baden-Württembergs: Raum, Entwicklung, Regionen. Kohlhammer, Stuttgart 2007.
- H. Gebhardt, P. Reuber, G. Wolkersdorfer (Hrsg.): Kulturgeographie: aktuelle Ansätze und Entwicklungen. Spektrum, Heidelberg/Berlin 2003.